# Associazione Calcio Nocerina 1984-1985
Questa pagina raccoglie le informazioni riguardanti l'Associazione Calcio Nocerina nelle competizioni ufficiali della stagione 1984-1985.

## Rosa
| N. |                   | Ruolo | Calciatore           |
| -- | ----------------- | ----- | -------------------- |
| -  | Italia (bandiera) | D     | Guglielmo Bacci      |
| -  | Italia (bandiera) | D     | Francesco Bruno      |
| -  | Italia (bandiera) | D     | Fabio Capone         |
| -  | Italia (bandiera) | D     | Carmine Caricola (I) |
| -  | Italia (bandiera) | D     | Francesco Cariola    |
| -  | Italia (bandiera) | A     | Francesco Caruso     |
| -  | Italia (bandiera) | P     | Luca De Prà          |
| -  | Italia (bandiera) | C     | Luca Evangelisti     |
| -  | Italia (bandiera) | C     | Pellegrino Gaito     |
| -  | Italia (bandiera) | C     | Giancarlo Guidetti   |
| -  | Italia (bandiera) |       | Ingrassia            |

| N. |                   | Ruolo | Calciatore          |
| -- | ----------------- | ----- | ------------------- |
| -  | Italia (bandiera) |       | Izzo                |
| -  | Italia (bandiera) | C     | Carmine Liberti     |
| -  | Italia (bandiera) | A     | Sauro Magni         |
| -  | Italia (bandiera) | C     | Sergio Manzi        |
| -  | Italia (bandiera) | A     | Michele Pecoraro    |
| -  | Italia (bandiera) | D     | Sebastiano Pincio   |
| -  | Italia (bandiera) | C     | Maurizio Raggi      |
| -  | Italia (bandiera) | A     | Giovanni Roccotelli |
| -  | Italia (bandiera) | P     | Davide Torchia      |
| -  | Italia (bandiera) | D     | Vincenzo Torrente   |
| -  | Italia (bandiera) | D     | Roberto Valentini   |

## Risultati

### Campionato

#### Girone di andata
| 23 settembre 1984 1ª giornata | Nocerina | 1 – 0 | Akragas |  |

| 30 settembre 1984 2ª giornata | Francavilla | 2 – 0 | Nocerina |  |

| 7 ottobre 1984 3ª giornata | Nocerina | 0 – 2 | Messina |  |

| 14 ottobre 1984 4ª giornata | Catanzaro | 2 – 0 | Nocerina |  |

| 21 ottobre 1984 5ª giornata | Nocerina | 1 – 1 | Foggia |  |

| 28 ottobre 1984 6ª giornata | Palermo | 2 – 0 | Nocerina |  |

| 4 novembre 1984 7ª giornata | Nocerina | 1 – 1 | Casarano |  |

| 11 novembre 1984 8ª giornata | Benevento | 2 – 1 | Nocerina |  |

| 18 novembre 1984 9ª giornata | Nocerina | 0 – 1 | Salernitana |  |

| 25 novembre 1984 10ª giornata | Nocerina | 1 – 0 | Casertana |  |

| 2 dicembre 1984 11ª giornata | Campania | 1 – 0 | Nocerina |  |

| 9 dicembre 1984 12ª giornata | Cavese | 0 – 0 | Nocerina |  |

| 16 dicembre 1984 13ª giornata | Nocerina | 3 – 0 | Reggina |  |

| 23 dicembre 1984 14ª giornata | Cosenza | 1 – 0 | Nocerina |  |

| 6 gennaio 1985 15ª giornata | Nocerina | 2 – 0 | Barletta |  |

| 13 gennaio 1985 16ª giornata | Monopoli | 5 – 1 | Nocerina |  |

| 20 gennaio 1985 17ª giornata | Nocerina | 4 – 1 | Ternana |  |

#### Girone di ritorno
| 3 febbraio 1985 18ª giornata | Akragas | 0 – 1 | Nocerina |  |

| 10 febbraio 1985 19ª giornata | Nocerina | 2 – 1 | Francavilla |  |

| 17 febbraio 1985 20ª giornata | Messina | 3 – 0 | Nocerina |  |

| 24 febbraio 1985 21ª giornata | Nocerina | 0 – 1 | Catanzaro |  |

| 3 marzo 1985 22ª giornata | Foggia | 1 – 1 | Nocerina |  |

| 10 marzo 1985 23ª giornata | Nocerina | 0 – 2 | Palermo |  |

| 17 marzo 1985 24ª giornata | Casarano | 0 – 0 | Nocerina |  |

| 24 marzo 1985 25ª giornata | Nocerina | 1 – 1 | Benevento |  |

| 6 aprile 1985 26ª giornata | Salernitana | 2 – 1 | Nocerina |  |

| 14 aprile 1985 27ª giornata | Casertana | 3 – 0 | Nocerina |  |

| 21 aprile 1985 28ª giornata | Nocerina | 1 – 0 | Campania |  |

| 5 maggio 1985 29ª giornata | Nocerina | 0 – 1 | Cavese |  |

| 12 maggio 1985 30ª giornata | Reggina | 2 – 0 | Nocerina |  |

| 19 maggio 1985 31ª giornata | Nocerina | 2 – 3 | Cosenza |  |

| 26 maggio 1985 32ª giornata | Barletta | 3 – 1 | Nocerina |  |

| 2 giugno 1985 33ª giornata | Nocerina | 2 – 2 | Monopoli |  |

| 9 giugno 1985 34ª giornata | Ternana | 3 – 0 | Nocerina |  |